# Стоктон, Ричард (сенатор)
Ричард Стоктон (англ. Richard Stockton; 17 апреля 1764 — 7 марта 1828) — американский юрист и политик, представлявший Нью-Джерси в Сенате и в Палате представителей. Он был первым прокурором США по округу Нью-Джерси, занимая эту должность с 1789 по 1791 год, и получил несколько голосов федералистских выборщиков на пост вице-президента на президентских выборах 1820 года.

## Биография
Стоктон родился в Принстоне, штат Нью-Джерси; его отцом был Ричард Стоктон, подписавший Декларацию независимости. Стоктон получил частное образование и окончил Колледж Нью-Джерси, в настоящее время известный как Принстонский университет, в 1779 году. Он изучал право, в 1784 был принят в коллегию адковатов и начал практику в своём родном городе.
Стоктон был выборщиком на президентских выборах 1792 и 1800 годов. В 1796 году он был избран от федералистской партии в Сенат США, чтобы заполнить место ушедшего в отставку Фредерика Фрелингхейзена и представлял Нью-Джерси до 1799 года, когда отказался баллотироваться на переизбрание. Стоктон неудачно баллотировался в губернаторы Нью-Джерси в 1801, 1803 и 1804 годах. Он был избран федералистом в 13-й Конгресс в Палату представителей и работал там с 4 марта 1813 года по 3 марта 1815 года. В 1815 году Стоктон был избран членом Американского антикварного общества.
Покинув Конгресс, он возобновил свою юридическую деятельность. Стоктон умер в резиденции Морвен, недалеко от Принстона, и был похоронен на Принстонском кладбище.

## Семья
В 1788 году Стоктон женился на Мэри Филд (1766–1837), у них было девять детей. Его брат Люциус Горацио Стоктон занимал должность прокурора США в округе Нью-Джерси, сын, Роберт Стоктон, был военным губернатором Калифорнии и разгромил мексиканскую армию в 1846 году, а дочь Аннис Стоктон была первой женой сенатора США Джона Реншоу Томсона.